# 橫琴島
22°06′N 113°30′E / 22.1°N 113.5°E

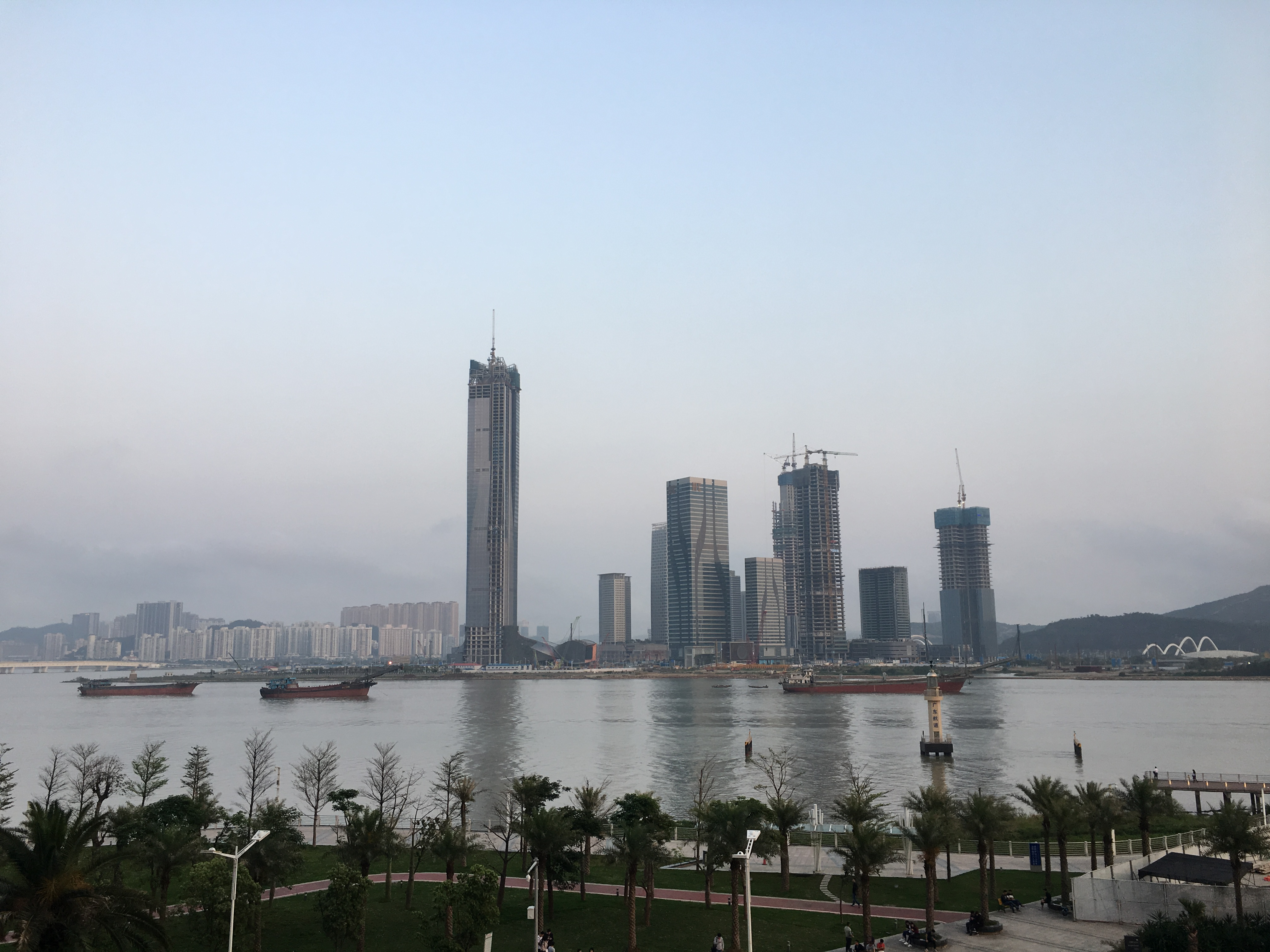
2019年的横琴金融岛

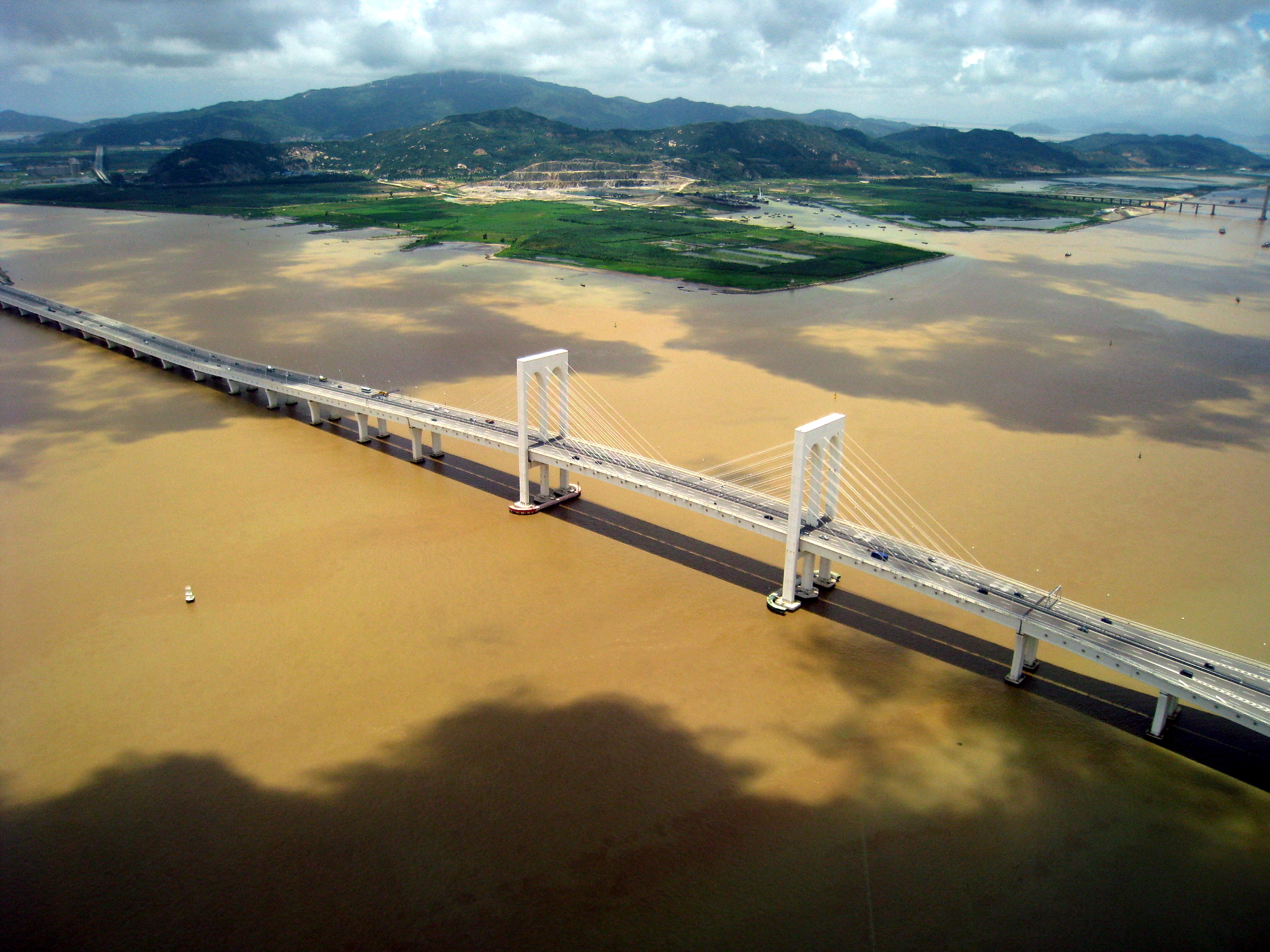
從澳門旅遊塔俯視西灣大橋，前方為橫琴島 (開發前的橫琴島)

橫琴島，是中国廣東省南部的一个岛屿，比鄰澳門、珠海市，目前由澳門特別行政區、廣東省共同管轄。位于珠江口西側，東与澳门隔夾馬口水道相望，北隔马骝洲水道与珠海保税区相望，西接磨刀门水道，南濒南海，面积106.46平方公里，目前由横琴粤澳深度合作区实际管辖。

## 地理
现横琴岛由原大横琴岛、小横琴岛围垦而成，北部为小横琴山，中部为中心沟围垦区，南部为大横琴山，多为滨海漫滩地貌，岛上最高峰为海拔457.7米的脑背山，是珠海市第二高峰。天沐河（原中心沟）横贯横琴岛东西，是岛内最大河涌，平均宽度60米，最宽处约400米，全长约8公里。横琴岛全年气候温和，属亚热带季风气候区，處於咸水與淡水之間的交界处，盛产「橫琴蠔」、鯇魚。

## 歷史

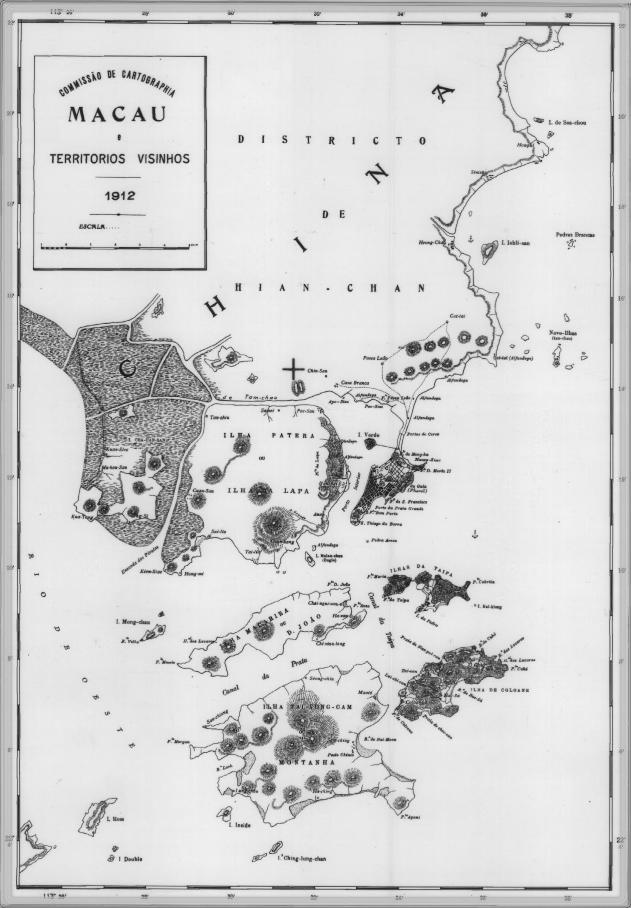
1912年的地圖（左下方的島嶼為橫琴島，右側為澳門半島、大氹、小氹及路環島）

動畫展示澳門和橫琴島（大、小橫琴島分別在圖左下和左中）從1555年至2011年間的地理變化

橫琴島原本分為大橫琴島和小橫琴島，宋朝期間分別稱為井澳及謝女峽，葡萄牙語分別稱為Montanha（山島）和Dom João（若望主教島）或Mackarera，中間為十字門。

### 十字門古戰場
1278年，即南宋景炎元年，陈宜中、張世傑因擁護宋端宗趙昰逃難而帶領50萬軍民及到橫琴一帶，但同時間被元軍從海路趕至，雙方在橫琴及十字門一帶發生中國歷史上罕見的大規模海戰（井澳大海战），最後南宋戰勝，是南宋南逃後少有的胜仗，史稱十字門古戰場。

### 葡萄牙覬覦
葡萄牙人在1887年開始踏足橫琴；同年12月1日與清政府簽署《中葡和好通商條約》，内容包括中國允許葡萄牙王國「永居、管理澳門」。條約簽署後，前澳門總督羅沙代表葡萄牙於1889年（即光緒15年）12月11日把「澳門地圖」交於清廷官員；「該圖東至九洲洋，南至橫琴，過路環，西至灣仔、銀坑，北至前山城後山腳、周圍百餘里皆以紅線劃入葡人界內」，並據此指責大清輪船停泊青洲海面是侵犯了澳門水界。1896年及1902年葡萄牙再度對兩島向清廷提出領土要求，但最終未能成事。
1938年10月日軍逐漸逼近廣州並逐步佔領了週邊城鎮（廣州戰役），澳門政府派駐澳葡軍於21日佔領橫琴，日軍沒有立刻驅離葡軍，直到1940年4月日軍才重奪橫琴。1940年代，澳門政府發現珠海的相思瀑布可以作為澳門的重要水源而出兵佔領，但受到橫琴島上居民反抗並引發激戰，葡萄牙軍隊最终撤回澳門。

### 中华人民共和国成立后
1968年，珠海县向佛山地区请求与邻近兄弟县合作围垦开发横琴中心沟，1970年，顺德县组织杏坛、勒流、龙江、均安、乐从3200余名民兵参与横琴岛中心沟围垦工程。时任顺德县领导黎子流为首批中心沟围垦的指挥官。在筑起东西两大堤，将大、小横琴岛连成一体后，长达十多年的围垦中，先后共有3万人参与围海造地、开荒耕作，直至2010年，珠海市政府以近30亿元收回横琴岛中心沟顺德围垦区内14平方公里的全部国有土地使用权。
1986年，珠海市从湾仔镇划出横琴岛，设横琴乡，並於1989年撤乡建横琴鎮。
1990年代，横琴岛由边陲海岛划入经济开发区域。1992年，珠海市横琴经济开发区成立。澳门特别行政区成立后，横琴岛成为粤澳两地合作的桥头堡。2000年代初期，有澳門輿論憧憬澳門政府向中央人民政府申請将橫琴列入澳門管治範圍，但随后双方政府宣布将共同开发横琴岛。2009年，横琴开发上升至国家战略，国家级新区珠海横琴新区正式挂牌成立，横琴成为“一国两制”下探索粤港澳合作新模式的示范区。2021年，升格为粤澳共管的横琴粤澳深度合作区。

## 行政區劃分
橫琴主要分為下列五個行政區域：
- 西北部：主要發展環保的高科技區域，區內有東方高爾夫球場。[15]
- 北部：橫琴大橋連接洪灣的珠海保稅區。
- 東北部會展區：以發展會展業及酒店業等休閑設施區域。
- 中心溝：中部以發展休閑康樂主題公園及居住區域，而西部則作預留發展用地。
- 東部商住區：即粵澳橫琴合作項目用地，蓮花大橋連接澳門。
- 南部旅遊區：為橫琴休閑娛樂及主題公園的主要區域，其中5平方公里興建了長隆海洋王國。

## 著名景點
橫琴島上有天湖景區、海洋王国、石博園等著名景點。

## 珠澳共同发展

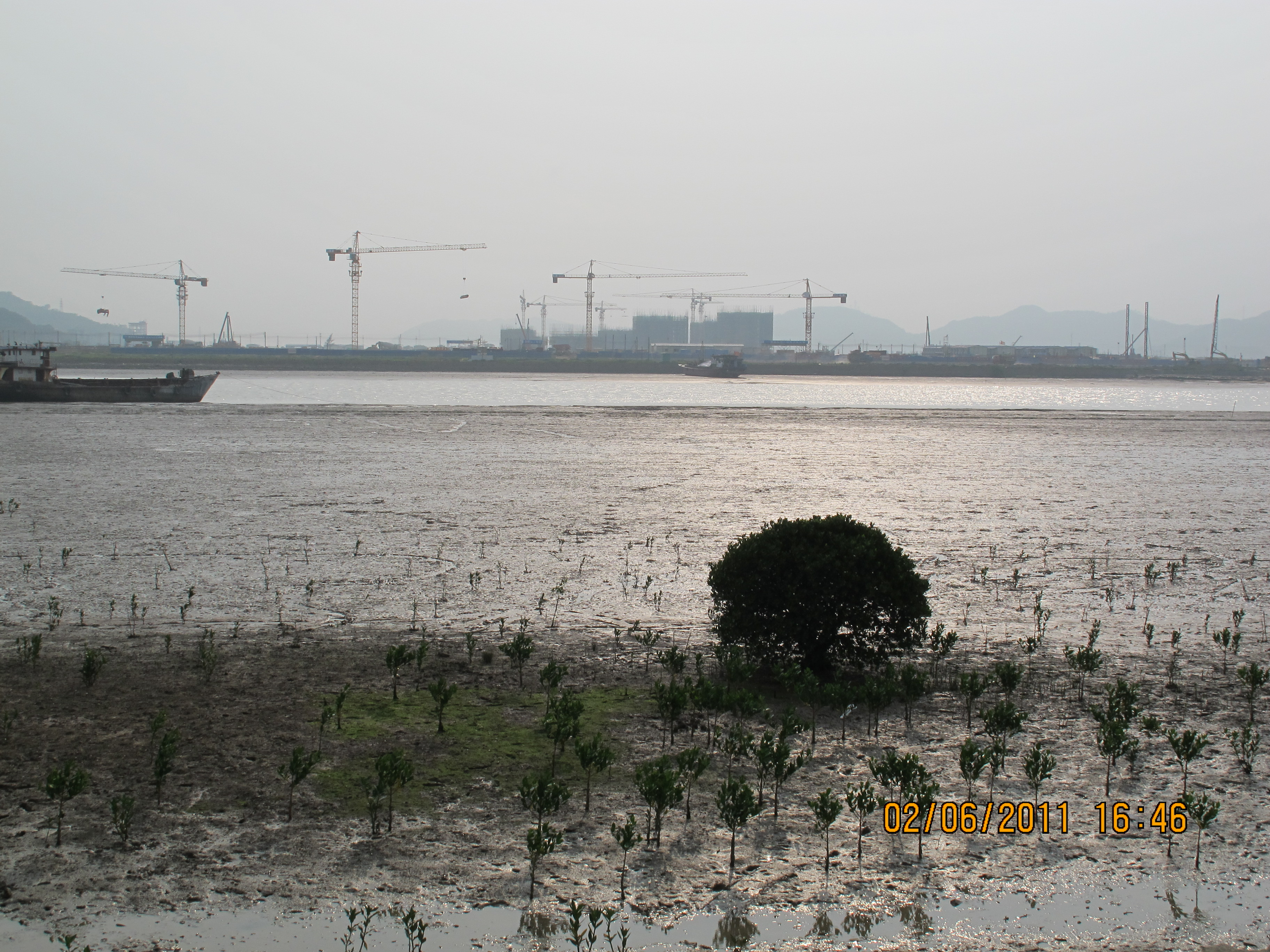
從澳門觀望正在大興土木的橫琴新區

2006年廣東省政府通過《橫琴島開發建設總體規劃綱要》；而在2009年1月10日，時任中共中央政治局常委、中華人民共和國副主席習近平訪問澳門時表示中央人民政府決定開發橫琴島，並由粵澳兩地政府共同研究開發，而開發的同時也要配合澳門的多元化發展。
根據《澳門日報》在2008年下半年報道，珠海在2008年12月25日以底價1.25億人民幣由珠海長隆投資發展有限公司拍賣投得南部旅遊區的富祥灣的312萬平方米地段（隔海對望澳門路環西南面），以作為興建旅遊設施「海洋主題樂園」首期用地。據報道，海洋主題樂園建成後將會是的集會展、娛樂、度假設施等的中國第一、亞洲最大綜合性以海洋為主題的樂園，總佔地5平方公里。首期將會興建珠海國際會展中心、國際海洋世界、飼養及展出貓熊、野生動物園、度假酒店等設施，於2012年底竣工營運。
另根據2009年2月3日《澳門日報》報道，橫琴靠近蓮花大橋的一幅呈船形約有五平方公里土地的東部商住區列為「粵澳合作項目用地」。計劃該地段約75萬平方米將會預留作為澳門大學的新校區選址；而「澳門大學新校區」右邊的20萬平方米將會作為人才培訓中心。該地段當中的120萬平方米及50萬平方米地段將會分別用作產業發展園區及會展物流園區，其餘的100萬平方米地段就會預留作其他項目用途。
2009年6月24日國務院常務會議通過《橫琴總體發展規劃》將橫琴島納入珠海經濟特區範圍，對口岸設置和通關制度實行分線管理。要逐步把橫琴建設成為“一國兩制”下探索粵港澳合作新模式的示範區。國務院已經同意澳門特別行政區關于將澳門大學遷址到珠海市橫琴島的請求，建議由全國人大常委會作出決定，授權澳門特別行政區依照澳門特別行政區法律對橫琴島澳門大學新校區實施管轄，橫琴島澳門大學新校區與橫琴島其他區域實行隔離式管理。另一方面，由於橫琴的開發，珠三角環線高速、京港澳高速公路、太澳高速公路、珠机城轨、广珠城轨珠海總站以及澳門輕軌也開始被建議及研究延伸連接橫琴島上，以作珠海及澳門城市之間的交通連結。
2012年12月20日，橫琴首塊定向澳門企業出讓的地塊成交，澳門勵盈投資有限公司是唯一的競投企業。該面積3萬平方米的地皮以人民幣2.5億元成交，地塊位於蓮花大橋、橫琴口岸和綜合服務區的中軸線上，與廣珠城軌延長線橫琴站、澳門輕軌橫琴站相連，毗鄰交通樞紐。成功競標的澳門勵盈投資有限公司表示，計劃將該項目發展成包括購物廣場、餐飲、休閑、娛樂等內容的高級商業中心，總建築面積15.3萬平方米，計劃總投資人民幣16億元人民幣。整個項目將選擇融合東西方建築風格的葡萄牙曼奴埃爾式建築，打造橫琴新區未來地標性建築。
2021年9月5日，中共中央、国务院印发《横琴粤澳深度合作区建设总体方案》，《方案》明确橫琴的四大定位：促进澳门经济适度多元发展的新平台、便利澳门居民生活就业的新空间、丰富“一国两制”实践的新示范、推动粤港澳大湾区建设的新高地。2021年9月17日横琴岛粤澳深度合作区（葡萄牙語：Zona de Cooperação Aprofundada entre Guangdong e Macau em Hengqin）管理机构正式揭牌。

### 「一島兩制」
橫琴島屬于珠海市，卻實行中国大陆与澳门不同的法律，橫琴岛实施中华人民共和国法律，实行属地管辖。橫琴岛內的澳門大學新校區和橫琴口岸澳門口岸區實行澳門法律，被視為澳門的一部分，區內的車輛亦是跟隨澳門而靠左行駛。

## 交通

### 对外交通
横琴岛通过横琴大桥、横琴二桥与珠海市区相连，通过莲花大桥与澳门路氹城相接，经岛西侧的金海大桥可通达珠海西区乃至粤西地区，另有马骝洲交通隧道、十字门隧道将横琴岛与珠海保税区、十字门中央商务区连接。珠机城际轨道在岛内设有橫琴北站、横琴站、珠海长隆站、井湾站四个站点，但仅有横琴站及珠海长隆站对外服务。

### 珠海市橫琴島內交通
广珠城轨：
- 横琴
- 珠海长隆

市內公共汽車：
珠海市區往返橫琴島：14、62、86、87、88、89、G80、K10、K11、N20、T88、Z58路。
橫琴島內：Z51、Z52、Z53、Z55。

### 澳門特別行政區管轄範圍內交通

#### 澳門大學新校區
公共巴士
氹仔往返澳大：路線72、N6、701X。
澳門市區往返澳大：路線71、71S、73。
環校穿梭巴士
於澳門大學新校區範圍內以逆時針方式行走。

#### 橫琴口岸澳門口岸區
公共巴士
T560 橫琴澳方口岸（Posto Fronteiriço Macau-Hengqin）
路線：25B、25BS、50、102X、701X、701XS、N6
輕軌
- █  橫琴線橫琴站

## 外部連結
- 橫琴粵澳深度合作區（繁體中文）（简体中文）（葡萄牙文）（英文）
- 珠海橫琴信息網
- 珠海市第一大岛--横琴岛
- 横琴島在70年代被圍墾情況
- 西堤堵口 （页面存档备份，存于）